# Buying the Cow
Buying the Cow is een Amerikaanse komische film uit 2002. De film werd geregisseerd door Walt Becker. Hoofdrollen worden gespeeld door Jerry O'Connell, Ryan Reynolds, Alyssa Milano en Bridgette L. Wilson

## Synopsis
David Collins is een yuppie uit Los Angeles die moeite heeft met binden. Op een gegeven moment stelt zijn vriendin Sarah hem een ultimatum: echt samen of eruit. David heeft twee maanden om te beslissen of hij samen wil blijven met Sarah omdat ze gedurende die tijd voor haar werk in New York is. Op advies van zijn vrienden stort hij zich op het uitgaansleven op zoek naar die ene ware, een mysterieuze vrouw die hij steeds opnieuw ziet, maar altijd weer verdwijnt voordat hij de gelegenheid heeft met haar te spreken.

## Rolverdeling
| Acteur              | Personage            |
| ------------------- | -------------------- |
| Jerry O'Connell     | David Collins        |
| Bridgette L. Wilson | Sarah                |
| Ryan Reynolds       | Mike Hanson          |
| Bill Bellamy        | Jonesy               |
| Alyssa Milano       | Amy                  |
| Jon Tenney          | Andrew Hahn          |
| Annabeth Gish       | Nicole               |
| Ron Livingston      | Tyler Carter Bellows |
| Erinn Bartlett      | Julie Madison        |
| Scarlett Chorvat    | Katie Madison        |
| David DeLuise       |                      |
| Alma Beltran        |                      |